# Скэннелл, Шон
Шон Скэннелл (англ. Sean Scannell; 30 сентября 1990, Кройдон, Англия) — ирландский футболист, полузащитник клуба «Хорнчерч».

## Карьера

### Клубная карьера

#### «Кристал Пэлас»
Родился в Кройдоне, южном районе Лондона. Его старший брат Дэмиан — тоже профессиональный футболист.
В 13 лет Шон попал в систему «Кристал Пэлас» и в сезоне 2006/07 забил 23 гола за команду академии. В следующем сезоне Скэннелл попал в заявку основной команды и дебютировал за неё 4 декабря 2007 года в матче против «Куинз Парк Рейнджерс». 15 декабря в домашней игре против «Шеффилд Уэнсдей» он тоже вышел на поле со скамейки запасных при счёте 1:1 и на последних минутах встречи забил победный гол. Шон завершил год с 25 матчами в активе, получил вызов в юношескую сборную Ирландии и был назван лучшим молодым игроком «Кристал Пэлас» в сезоне.
Несмотря на интерес таких клубов, как «Манчестер Юнайтед», «Манчестер Сити», «Эвертон» и «Блэкберн Роверс», в начале 2009 года Скэннелл подписал с «Кристал Пэлас» новый контракт. Уже на следующей неделе полузащитник отметился голом в ворота «Вулверхэмптон Уондерерс».
Скэннелла отмечали за высокую скорость. Он был одним из когорты игроков из академии «Пэлас», которые пробились в основную команду.
По окончании сезона 2008/09 Шона назовут «Учеником года» (награда вручается лучшим игрокам Футбольной Лиги, ещё не достигшим своего совершенноетия)
Два следующих года Скэннелл провел на хорошем уровне, но затем получил травму колена и пропустил часть сезона 2010/2011.
Сезон 2011/2012 стал для полузащитника лучшим в составе «орлов». В начале сентября он продлил контракт с клубом. Тренер команды Дуги Фридмен дал Скэннеллу больше свободы в атаке, что принесло результат. 16 августа Шон забил два гола в ворота «Ковентри Сити» и принес «Пэлас» победу со счётом 2:1. Скэннелл закончил чемпионат с 37 матчами, тремя голами и тремя голевыми передачами в активе.

#### «Хаддерсфилд Таун»
22 июня 2012 года вышедший из Лиги 1 «Хаддерсфилд Таун» подписал со Скэннеллом трёхлетний контракт. 17 августа он дебютировал за новую команду в игре против «Кардифф Сити», а 3 ноября забил первый гол за «терьеров» в матче с «Бристолем».
В 2017 году Шон был отдан в аренду в «Бёртон Альбион», но 11 января он получил травму и арендное соглашение было разорвано.

#### «Брэдфорд Сити»
19 июля 2018 года Скэннелл пополнил ряды клуба Лиги 1 «Брэдфорд Сити», подписав с ним двухлетний контракт.

### Карьера в сборной

#### Юношеские команды
Скэннелл родился в Англии в семье выходцев из Ирландии и Ямайки. Отец полузащитника был родом из графства Арма, что дало Шону право выбора между Северной Ирландией и Республикой. Полузащитник в период с 2006 по 2012 представлял все юношеские, молодёжную и вторую сборные. В 2007 году уроженец Кройдона был удостоен награды «Лучшему молодому футболисту года» от Федерации футбола Ирландии.
За молодёжную команду Скэннелл дебютировал в марте 2008 в игре против сверстников из Черногории. Он был признан лучшим игроком матча со сборной Германии 10 февраля 2009 года. В период с 2009 по 2012 года Шон сыграл за «молодёжку» 6 игр. 30 июля 2012 года Скэннелл в последний раз был вызван в сборную на матч отборочного турнира к чемпионату Европы 2013 против Турции.

#### Основная сборная
В 2012 году Джованни Трапаттони привлёк Шона в главную команду страны перед встречей с Сербией, но в заявку на матч игрок не попал.